# Jalen Pickett
Jalen Pickett (ur. 22 października 1999 w Rochesterze) – amerykański koszykarz, występujący na pozycji rzucającego obrońcy, aktualnie zawodnik Denver Nuggets oraz zespołu G-League – Grand Rapids Gold.
W 2023 reprezentował Denver Nuggets podczas rozgrywek letniej ligi NBA w Las Vegas.

## Osiągnięcia
Stan na 19 grudnia 2023, na podstawie, o ile nie zaznaczono inaczej.
NCAA
- Uczestnik rozgrywek II rundy turnieju NCAA (2023)
- Mistrz:
  - turnieju konferencji Metro Atlantic Athletic (MAAC – 2020)
  - sezonu regularnego MAAC (2020, 2021)
- Koszykarz roku konferencji MAAC (2020)
- Debiutant roku MAAC (2019)
- Laureat nagrody Siena College Male Student Athlete and Rookie of the Year (2019)
- Zaliczony do:
  - I składu:
    - Big Ten (2023)
    - MAAC (2019–2021)
    - debiutantów MAAC (2019)
    - turnieju:
      - Big 10 (2023)
      - MAAC (2019)
      - Charleston Classic (2023)

  - II składu All-American (2023 przez Sporting News)
- Lider:
  - NCAA w liczbie rozegranych minut (2023 – 1353)
  - konferencji:
    - MAAC w:
      - średniej asyst (2019 – 6,7, 2020 – 6, 2021 – 4,8)
      - liczbie asyst (2019 – 221)

    - Big 10 w:
      - średniej:
        - asyst (2023 – 6,6)
        - rozegranych minut (2022 – 37,2)

      - liczbie:
        - oddanych rzutów z gry (2023 – 512)
        - rozegranych minut (2023 – 1353)
- Koszykarz tygodnia:
  - NCAA (21.02.2023 według USBWA)
  - Big Ten (27.12.2022, 20.02.2023)
  - MAAC (3.12.2018, 24.02.2020, 27.01.2020, 30.12.2019, 8.03.2021)
- Debiutant tygodnia konferencji MAAC (4.03.2019, 3.12.2018, 31.12.2018, 7.01.2019, 14.01.2019, 21.01.2019, 28.01.2019, 11.02.2019, 18.02.2019, 25.02.2019, 26.11.2018)